# Krzysztof Tarnawski
Krzysztof Tarnawski z Tarnawy herbu Sas(ok. ur. 1540, zm. ok. 1610) – rotmistrz wojsk koronnych, filantrop.
Urodził się w Ziemi sanockiej. Był właścicielem wielu wsi w dolinie Osławy.
Przez ponad 20 lat służył w wojsku koronnym. Brał udział w walkach z Tatarami. Zasłużył się w bitwie pod Oczakowem, gdzie wojska polskie dowodzone przez wojewodę sieradzkiego Olbrachta Łaskiego starły się z czotami tatarskimi.
Wziął udział w wyprawie Stefana Batorego na Moskwę, w której odznaczył się w bitwach pod Połockiem, Sokołem i Wielkimi Łukami. Z wyprawy na Moskwę przywiózł obraz Matki Bożej Pocieszenia, który w 1596 roku ofiarował klasztorowi franciszkanów w Sanoku (jest mylnie identyfikowany z obecnym obrazem Matki Bożej Pocieszenia). W 1600 potwierdził uposażenie parafii w Porażu.
Według Bartosza Paprockiego "był to człowiek pokorny, o żadne urzędy nie dbały, jamułżnik wielki, katolik dobry, przyjaciela miłował, chojnie chlebem częstował, tak żył bez żony, wiele spraw jego pamięci godnych w historyi czytać będziesz".